# Ophiomaza
Genre
Ophiomaza est un genre d'ophiures (animaux marins ressemblant à des étoiles de mer souples) de la famille des Ophiotrichidae.

## Liste des espèces
Selon World Register of Marine Species (4 novembre 2014) :
- Ophiomaza australis (nomen dubium)
- Ophiomaza cacaotica Lyman, 1871
- Ophiomaza caligata Koehler, 1930
- Ophiomaza cataphracta (Brock, 1888)
- Ophiomaza fusca Koehler, 1922
- Ophiomaza moerens Koehler, 1898

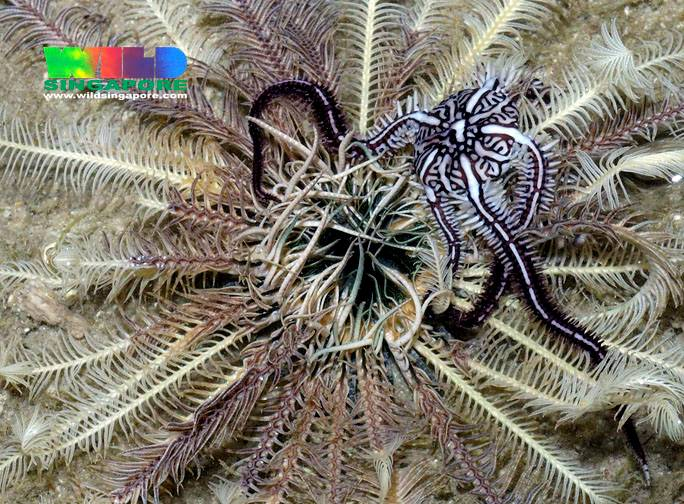
Ophiomaza cacaotica
Ophiomaza caligata